# The San Diego Union-Tribune
The San Diego Union-Tribune è un quotidiano statunitense con sede a San Diego, California.
Il suo nome deriva da una fusione del 1992 tra i due principali quotidiani dell'epoca, The San Diego Union e San Diego Evening Tribune. Il nome è stato cambiato in U-T San Diego nel 2012, ma è stato nuovamente cambiato in The San Diego Union-Tribune nel 2015. Nel febbraio 2018 è stato annunciato di essere venduto, insieme al Los Angeles Times, alla società di investimento Nant Capital LLC di Patrick Soon-Shiong per $500 milioni più $90 milioni di passività pensionistiche.